# Pipi Estrada
José Manuel Estrada Calzada (Gijón, Asturias, 11 de marzo de 1954) más conocido como Pipi Estrada, es un periodista deportivo y tertuliano radiotelevisivo español.

## Biografía
Su padre trabajaba en Ensidesa. En su Gijón natal, conoció a Gaspar Rosety, periodista que terminaría siendo una figura determinante en su carrera y que le puso el apodo de Pipi, en alusión a la archiconocida protagonista de cuentos Pippi Långstrump.
Estrada llegó a Madrid para cumplir el deseo de su padre de estudiar Ingeniería industrial y, durante su estancia en la capital española, compaginó sus estudios con su trabajo como disc-jockey. En 1975, llegó a la discoteca Cerebro, icono de la Movida madrileña, en los bajos de la calle Princesa y la que fue una de las discotecas de moda. Además de la mencionada, trabajó en Piñas Club, en la Avenida de Alberto Alcocer, hasta que terminó su carrera universitaria.
Su padre falleció cuando Estrada tenía veintidós años y fue entonces cuando hizo su primera presencia en el mundo radiofónico, en la emisora Radio 80. Su amigo Rosety le facilitó un puesto en el programa de José María García en Antena 3 Radio. Estuvo trabajando con García desde 1983 hasta 1994. Fue, también, en esa época cuando conoció a la presentadora Terelu Campos, con quien más tarde iniciaría una relación y, por ello, se convertiría en un habitual en las revistas y prensa del corazón.
Después de Antena 3 Radio y de desempeñar el cargo de jefe de Deportes de Onda Cero, llegó a COPE, en 2004, donde fue presentador y director de El banquillo en Onda 6. En 2005, se incorporó a la plantilla de Punto Radio para participar en el programa El mirador del deporte, junto a Josep Pedrerol y a Joaquín Ramos Marcos. 
Entre 2011 y 2016, trabajó como comentarista deportivo para EsRadio, siendo el encargado de las retransmisiones del Real Madrid y también trabajó como "consejero del amor" en el espacio de Telecinco Mujeres y hombres y viceversa, entre 2009 y 2013, además de realizar otras colaboraciones en diversos programas de la cadena, como su aparición estelar en la archiconocida serie La que se avecina como él mismo en dos capítulos. También destacó su trabajo en el programa El chiringuito de Jugones entre 2014 y 2022, emitido en Mega donde presentaba su sección fija, "El Pipirato". En 2022, regresó a Sálvame y, a mediados del mismo año, se confirmó su participación en la primera edición del reality Pesadilla en El Paraíso, y su colaboración en los debates de la segunda edición como defensor de su hijo.

## Vida personal
En 1978 contrajo matrimonio con su primera esposa, Teresa Viera; con la que tuvo dos hijos, el primero de ellos adoptado por la pareja. La unión finalizó en el año 2003.
En 2003, aún casado, fue portada de una revista del corazón en la que se desvelaba un affaire con otra mujer. Esta resultó ser Terelu Campos, que en febrero del mismo año se separó de su marido Alejandro Rubio y a los pocos meses, Pipi y su esposa tomaron el mismo camino. Ya divorciados de sus respectivos cónyuges, Pipi y Terelu comenzaron una relación. Tras un primer indicio de ruptura en otoño de 2004, terminaron su relación, definitivamente, en el año 2006.
Durante el verano del mismo año, comenzó una relación sentimental con Miriam Sánchez.Fruto de esta relación nació su hija Miriam, el 11 de julio de 2007. A finales de 2012, se rompió su relación con la actriz. Durante 2013, se dieron una segunda oportunidad; sin embargo, acabarían separándose a finales de ese mismo año.
Es primero conocido por su trabajo en programas deportivos y más tarde se popularizó debido a su presencia en programas del corazón a raíz de su relación con Terelu Campos. Fue una de las muchas celebridades que sufrieron filtraciones de fotos íntimas guardadas en sus dispositivos móviles, así como su número de teléfono en la red social Twitter por diversos grupos de hackers.

## Trayectoria
Programas de televisión
| Programas de televisión | Programas de televisión       | Programas de televisión  | Programas de televisión      |
| Año                     | Título                        | Canal                    | Notas                        |
| ----------------------- | ----------------------------- | ------------------------ | ---------------------------- |
| 2004                    | El banquillo                  | Onda 6                   | Presentador                  |
| 2006                    | Supervivientes                | Telecinco                | Concursante (5.º expulsado)  |
| 2006-2007               | A tu lado                     | Telecinco                | Colaborador                  |
| 2006-2007               | En Antena                     | Antena 3                 | Colaborador                  |
| 2009; 2022-2023         | Sálvame                       | Telecinco                | Colaborador                  |
| 2009-2011               | El Marcador                   | Veo7                     | Colaborador                  |
| 2009-2013               | Mujeres y hombres y viceversa | Telecinco                | Asesor del amor              |
| 2010                    | Enemigos íntimos              | Telecinco                | Colaborador                  |
| 2010                    | Futboleros                    | Marca TV                 | Colaborador                  |
| 2011                    | De buena ley                  | Telecinco                | Colaborador                  |
| 2011                    | Tiramillas                    | Marca TV                 | Colaborador                  |
| 2011-2013               | Punto pelota                  | Intereconomía            | Colaborador                  |
| 2014-presente           | El chiringuito de Jugones     | Nitro La Sexta Neox Mega | Colaborador                  |
| 2015-2017               | Espejo público                | Antena 3                 | Colaborador                  |
| 2022                    | Deluxe                        | Telecinco                | Invitado                     |
| 2022                    | Sálvame Mediafest             | Telecinco                | Padrino                      |
| 2022                    | Pesadilla en El Paraíso       | Telecinco                | Concursante (1.er expulsado) |
| 2022                    | Deluxe                        | Telecinco                | Colaborador                  |
| 2022                    | ¿Quién es mi padre?           | Telecinco                | Colaborador                  |
| 2023-2024               | Fiesta                        | Telecinco                | Colaborador                  |
| 2024                    | Ni que fuéramos Shhh          | TEN / Canal Quickie      | Colaborador                  |

Programas de radio
| Programas de radio | Programas de radio              | Programas de radio | Programas de radio |
| Año                | Título                          | Emisora            | Notas              |
| ------------------ | ------------------------------- | ------------------ | ------------------ |
| Años 1980          |                                 | Radio 80           | Redactor           |
| 1983-1992          | Deportes Antena 3 Radio         | Antena 3 Radio     | Redactor           |
| ¿?-2006            | Deportes Onda Cero              | Onda Cero          | Redactor           |
| 2005-2011          | El mirador del deporte          | Punto Radio        | Tertuliano         |
| 2011-2016          | Retransmisiones del Real Madrid | EsRadio            | Presentador        |